# 安德魯·利特爾
安德魯·利特爾（英語：Andrew Little；1989年5月12日—）是一位北愛爾蘭足球運動員。在場上的位置是前鋒。他現在效力於英格蘭足球冠軍聯賽球隊普雷斯頓足球俱樂部。他也代表北愛爾蘭國家足球隊參賽。

## 外部連結
- 足球数据库：安德魯·利特爾的球员统计数据
- Profile at the official Irish Football Association site